# Ukrajinska arhitektura
Ukrajinska arhitektura nastala je u Kijevskoj Rusiji i razvijala se kroz različita razdoblja pod različitim utjecajima. Nakon mongolske invazije, razvoj arhitekture nastavio se u Galiciji-Voliniji, a kasnije i u Velikom Vojvodstvu Litve. Pod Zaporoškim kozacima, Ukrajina je razvila jedinstveni stil pod utjecajem Poljsko-Litavske Unije.

## Srednjovjekovna Kijevska Rusija (988. - 1230.)
Nakon prihvaćanja kršćanstva 988. godine u istočnoslavenskim zemljama pojavila se prva monumentalna arhitektura pod jakim utjecajem bizantskog stila. Rane pravoslavne crkve bile su uglavnom drvene. Velike katedrale često su imale više malih kupola. Razvile su se tri glavne arhitektonske škole: kijevsko-černigovska, galicijska i volinska.
Značajni sačuvani primjeri uključuju: katedralu sv. Sofije (1017.), crkvu Spasitelja u Berestovu (1113. - 1125.) i crkvu sv. Ćirila (12. stoljeće). Nekoliko srednjovjekovnih građevina rekonstruirano je u 19. i 20. stoljeću, uključujući Zlatna vrata u Kijevu i crkvu Svetog Panteleona u blizini Haliča.

## Kozačko razdoblje
Ukrajinski barok pojavio se u doba Zaporoške Republike od 17. do 18. stoljeća. Za razliku od zapadnoeuropskog baroka, imao je više konstruktivističkog dizajna, umjerenu ornamentiku i jednostavnije oblike. Tijekom tog razdoblja mnoge su srednjovjekovne crkve redizajnirane s dodatnim kupolama i složenim ukrasima. Rani primjeri uključuju: katedralu sv. Nikole u Nižinu, dok poznati primjeri uključuju Kijevo-pečersku lavru i samostan Trojstva.
Arhitektura Krimskih Tatara iz razdoblja kanata uključivala je islamske motive, a Bahčisarajska palača bila je najpoznatiji primjer.

## Carsko razdoblje
Kako se Ukrajina integrirala u Rusko Carstvo, ruski arhitekti realizirali su projekte u ukrajinskim gradovima. Crkva sv. Andrije u Kijevu (1747. - 1754.) Bartolomea Rastrellija primjer je barokne arhitekture. Za vrijeme vladavine hetmana  Kirila Razumovskog, gradovi poput Hluhiva i Baturina vidjeli su velike projekte arhitekta Andreja Kvasova.
Nakon što je osvojila južnu Ukrajinu i Krim, Rusija je osnovala nove gradove, uključujući Odesu, Herson i Sevastopolj, s ruskom carskom arhitekturom. Zapadni dijelovi pod austro-ugarskom vlašću prikazuju srednjoeuropsku arhitekturu iz 19. stoljeća, poput Lavovskog kazališta opere i baleta.

## Pučka arhitektura
Različite ukrajinske regije razvile su osebujne tradicionalne arhitektonske stilove koristeći lokalne građevinske materijale. U Karpatima su drvo i glina bili primarni tradicionalni materijali. Muzej narodne arhitekture u Perejaslavu čuva 122 primjera nacionalne arhitekture i više od 30 000 povijesnih kulturnih objekata.

## Galerija
- Lavovsko kazalište opere i baleta.
- Crkva u zapadnoj Ukrajini.
- Kazalište na Podilu u Kijevu.
- Utvrda Kamjanec-Podiljskij.